# Línea R-2f (Media Distancia)
La línea R-2 de Media Distancia es un servicio Regional de ferrocarril de ancho métrico. Conocida popularmente como Oviedo - Santander, es una histórica y centenaria línea que entre las estaciones de Oviedo y Llanes funciona como servicio de Cercanías de Asturias de la línea R-2a. Además, entre las estaciones de Cabezón de la Sal y Santander funciona como servicio de Cercanías de Cantabria de la línea R-2b/C-2, conviertiendo la línea regional en doblemente cadenciada. Está explotada por Renfe.

## Servicio
Tiene parada discrecional en la mayoría de estaciones, y omite por completo varias estaciones de los tramos Oviedo-Infiesto y Cabezón-Santander, que son surtidas por los respectivos núcleos de cercanías.
Entre marzo de 2020 y julio de 2021 Renfe redujo provisionalmente aún más estos servicios debido al Estado de Alarma declarado por la pandemia de COVID-19 en España, y mantuvo durante mucho tiempo el interrogante del momento en el que volvería a restablecer la totalidad de los servicios, ya que la empresa pública manifestó que las frecuencias se irían aumentando progresivamente conforme fuera aumentando la demanda de los viajeros. Finalmente Renfe estableció en julio de 2021 la totalidad de los servicios anteriores a la pandemia.